# Paraspathosternum andringitra
Paraspathosternum andringitra är en insektsart som beskrevs av Vitaly Michailovitsh Dirsh 1962. Paraspathosternum andringitra ingår i släktet Paraspathosternum och familjen gräshoppor. Inga underarter finns listade i Catalogue of Life.